# Флоренская, Раиса Александровна
Раиса Александровна Флоренская (16 апреля 1894, Тифлис — 5 сентября 1932, Загорск, Московская область) ― русская художница, член художественного объединения «Маковец», сестра философа Павла Флоренского.

## Биография
Шестой ребёнок в семье Флоренских. Отец ― Александр Иванович Флоренский (1850―1908), во время рождения Раисы ― чиновник Кавказского округа путей сообщения, мать ― Ольга (Саломэ) Павловна Сапарова (Сапарьян) (1859―1951), дочь богатого тифлисского купца. В 1908 году умирает отец, и Павел Флоренский забирает сестру Раису к себе в Сергиев Посад
Умерла в 1932 году, похоронена на загорском Всехсвятском (Кокуевском) кладбище.

## Семья
Братья: Павел Флоренский, Александр Флоренский (1888―1938), Андрей Флоренский (1899―1961); сёстры: Юлия (1884―1947), Елизавета (1886―1967), Ольга (1891―1914).

## Творчество
Начинала с иконописи. Позднее работала в живописи и графике ― в духе позднего символизма. В детстве на Раису оказала большое влияние старшая сестра Ольга Флоренская (1892―1914) ― незаурядная художница и поэтесса, пробующая себя в религиозной живописи, пишущая стихи.
В 1921 году П. А. Флоренский стал преподавать в Высших художественно-технических мастерских (Вхутемас). Туда и поступила Раиса Флоренская. Когда Павел Флоренский активно начал участвовать в художественном объединении «Маковец», он привлёк и сестру Раису. Репродукции её картин были напечатаны в журнале «Маковца». В январе 1924 года она участвовала во 2-й выставке картин «Маковца» в Музее изящных искусств.
Одновременно с обучением в Московской школе живописи, ваяния и зодчества, а затем во Вхутемасе, преподаванием рисования в московских школах, работой художником для Музея игрушки, она занималась оформлением советских учреждений. Сохранились её эскизы стенных росписей для детских садов, росписей для Октябрьского вокзала, эскизы плакатов. Под её руководством было расписано детское отделение психиатрической больницы на Донской улице. Раиса Флоренская одной из первых стала осваивать технику фрески. В 1923 году она с сокурсниками выезжала в Новгород на занятия по копированию древних фресок церкви Успения на Волотовом поле и церкви Спаса на Нередице. Сохранились акварельные работы Р. Флоренской, выполненные в свободной манере. Значительная часть живописи хранится в музее П. А. Флоренского. Передавая творческое видение исполнительницы, они дают также представление о композиционном и цветовом решении древних росписей, впоследствии уничтоженных в годы Великой Отечественной войны. Изучение техники фрески сказалось и в живописной манере Флоренской. Именно в последний период творчества её работы, особенно портреты, отличаются акварельной прозрачностью и нежностью красок. В цветовом построении используется белый грунт, что создаёт светоносность живописи. В этой же манере она выполняла роспись по тканям, когда работала в Московских художественно-производственных мастерских (1928―1930), вынужденная прекратить занятия монументальной живописью.
Грузинская писательница Марина Иванишвили пишет: "В 1932-м, в Загорске, то есть в Троице-Сергиевом посаде от чахотки скончалась Раиса Александровна, Гося. Моя мать рассказывала о ней: "С детства физически ущербная, как бы не от мира сего, с тонким юмором и звонким смехом. Подбирала больных животных, птиц и лечила в устроенной дома лечебнице. Всегда в большой шляпе, с сумкой, в которой была пища для бездомных кошек и собак. В силу каких-то обстоятельств, по решению матери семья переехала в Москву. Раиса Александровна какое-то время преподавала во Вхутемасе. Последние годы работала в живописи, в очень своеобразной технике — маслом, как акварелью. Остались детские, поразительно зрелые работы. Иллюстрации к прочитанным книгам, акварель, тушь. В частных коллекциях хранятся эскизы к монументальной стенописи, так и неосуществленной.

## Выставки
В 1979 году в Доме художников на Кузнецком мосту состоялась выставка художников «Маковца» ― Екатерины Беляковой, Сергея Романовича и Раисы Флоренской.
В декабре 1981 года в московском Доме художника открылась выставка, посвящённая Раисе Флоренской. Было представлено 70 работ, сохранившихся благодаря стараниям подруги и однокурсницы художницы Екатерины Михайловны Беляковой. С рассказом о жизни Р. А. Флоренской выступила М. С. Трубачева. На вечере были прочитаны воспоминания однокурсницы Флоренской Г. Ю. Хандожевской. Воспоминаниями о Флоренской и её преподавателях поделились В. А. Бекунова и С. А. Павловский.
В мае 1986 года прошла персональная выставка в Доме Писателей им. В. Маяковского в Ленинграде. Статью для буклета написал Евгений Ковтун.
В декабре 1989 года в Зеленограде открылась выставка "Раиса и Павел Флоренские во ВХУТЕМАСе и «Маковце». Организовал её выставочный отдел культуры зеленоградского райисполкома. В ходе выставки были прочитаны лекции:
- Игумен Андроник (Трубачёв). Священник Павел Флоренский: жизнь и творчество.
- Генисаретский О. И.. Пространство и время в художественных произведениях по исследованиям П. А. Флоренского.
- Трубачева О. С. Жизнь и творчество Р. А. Флоренской.

На выставке были показаны рисунки, картины, публикации, предоставленные семьей Трубачёвых.